# صندوق پست

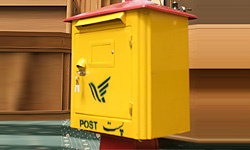
صندوق قدیمی پستی در ایران

صندوق پست با نام قدیمی (صندوق پست) صندوقی است که به منظور ارسال نامه یا مرسولات پستی کوچک استفاده می‌شود. همچنین صندوق پست ممکن است به صندوقی که برای دریافت مرسولات پستی در منازل نصب می‌شود گفته شود.

## تاریخچه
در بریتانیا برای اولین بار در سال ۱۸۵۰ از صندوق پست استفاده شد. در روسیه نخستین صندوقهای پست از سال ۱۸۴۸ مورد استفاده قرار گرفتند. این صندوق‌ها که از چوب و آهن ساخته شده بودند، به دلیل وزن کم گاهی به سرقت می‌رفتند.

## انواع صندوق پست
در بسیاری از کشورها، صندوقهای پست با رنگهای مختلف برای منظورهای مختلف به کار می‌رود. برای مثال صندوق ارسال پست هوایی، پست عادی، پست اکسپرس یا پست سفارشی رنگهای مختلفی دارند.

## گالری تصاویر

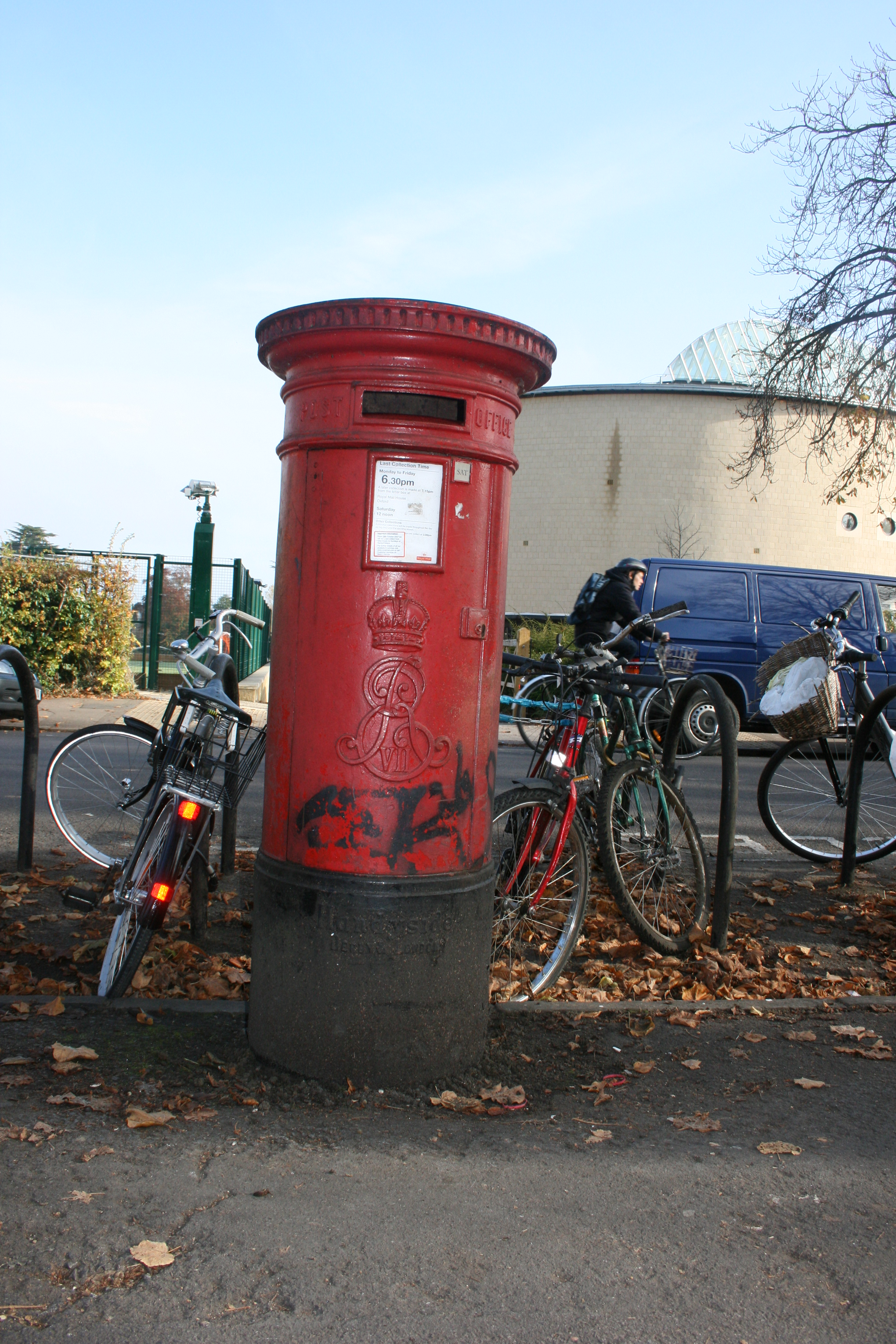
صندوق پست در بریتانیا
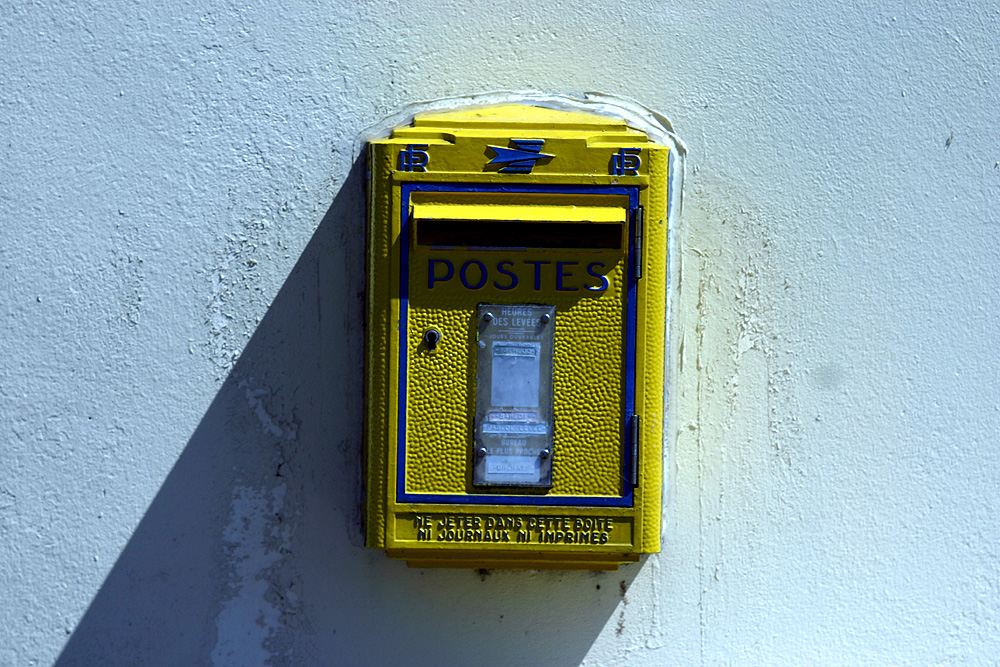
صندوق پست در فرانسه
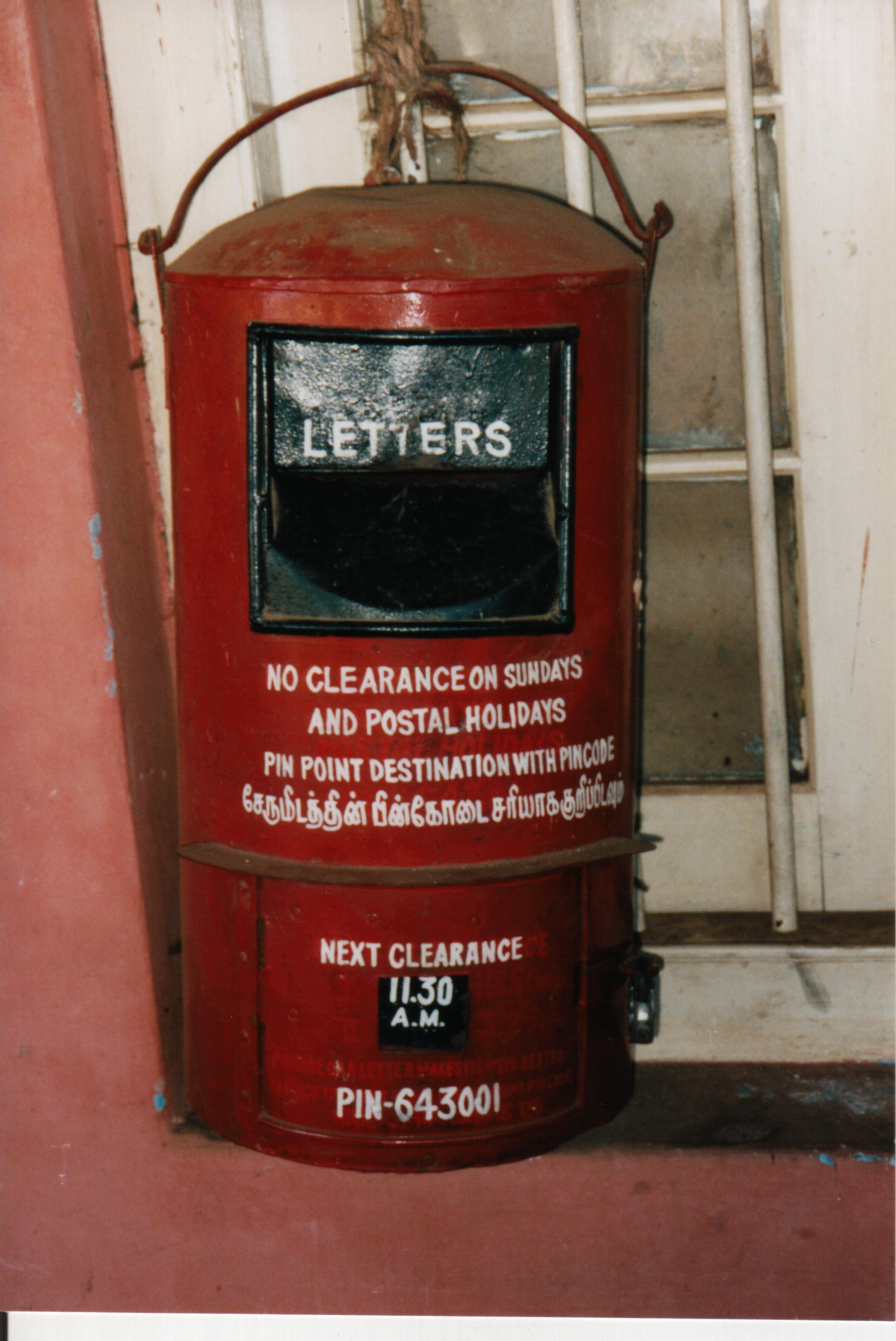
صندوق پست در هند
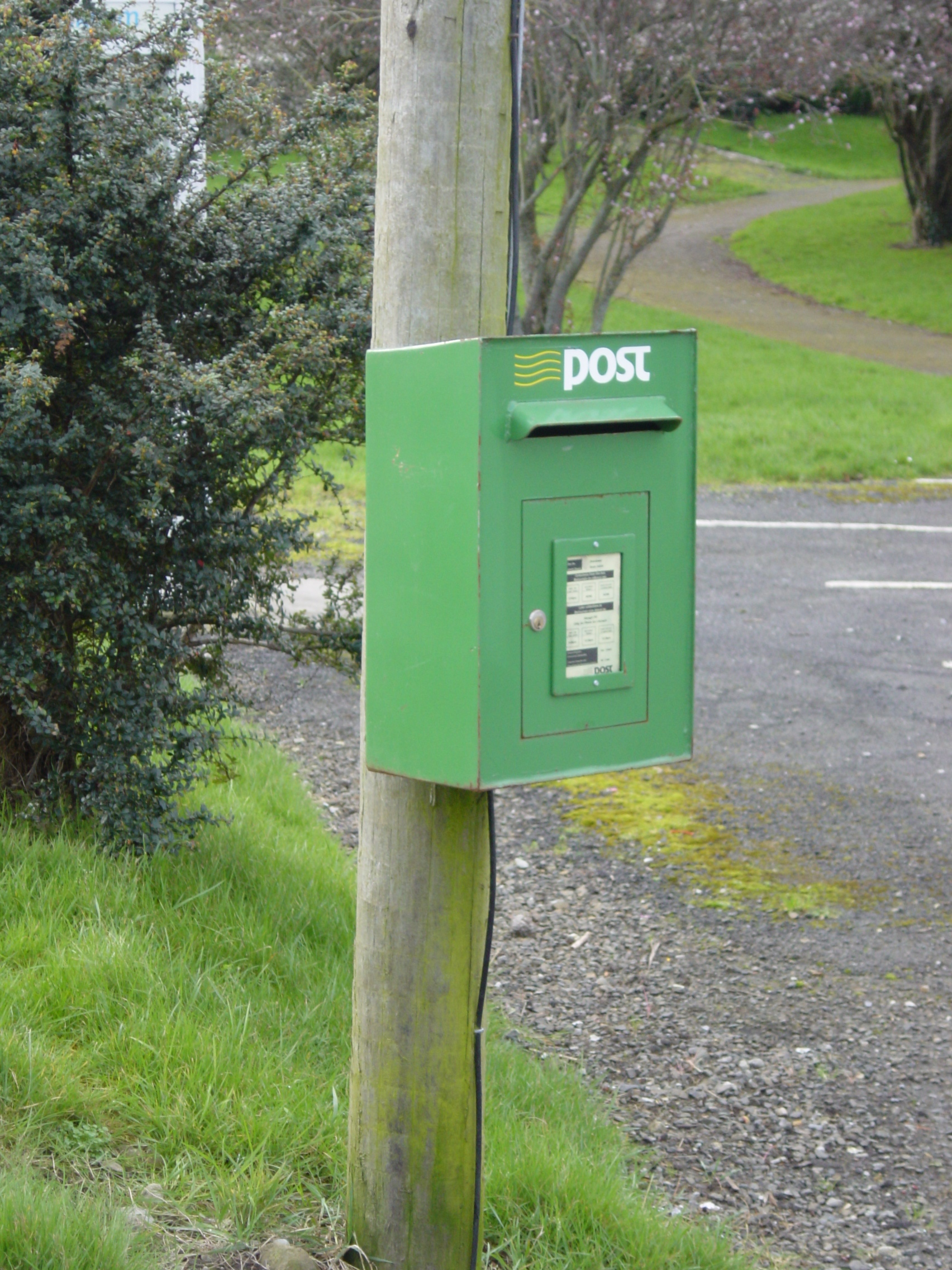
صندوق پست در ایرلند
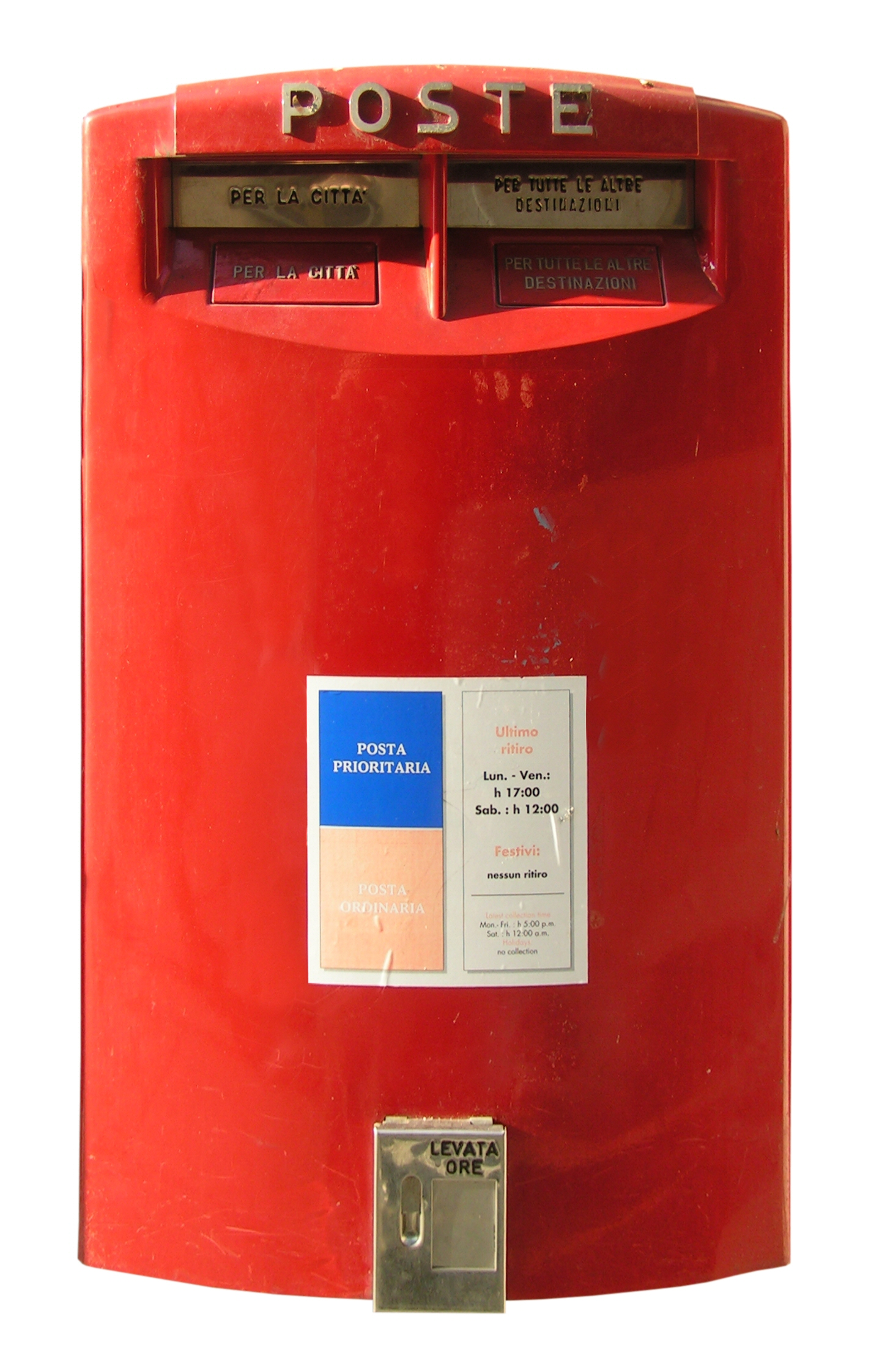
صندوق پست در ایتالیا
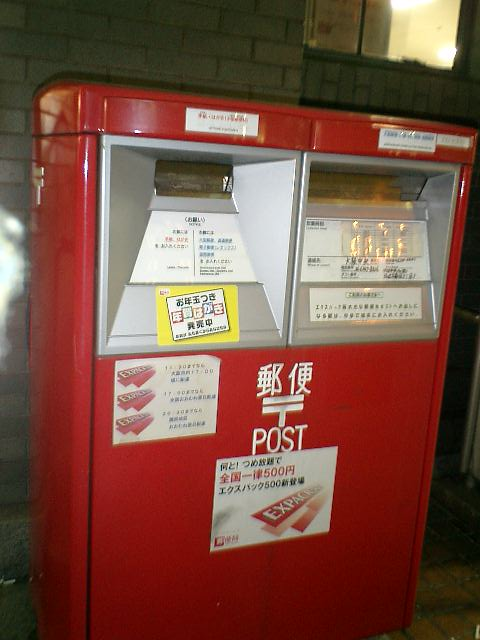
صندوق پست در ژاپن
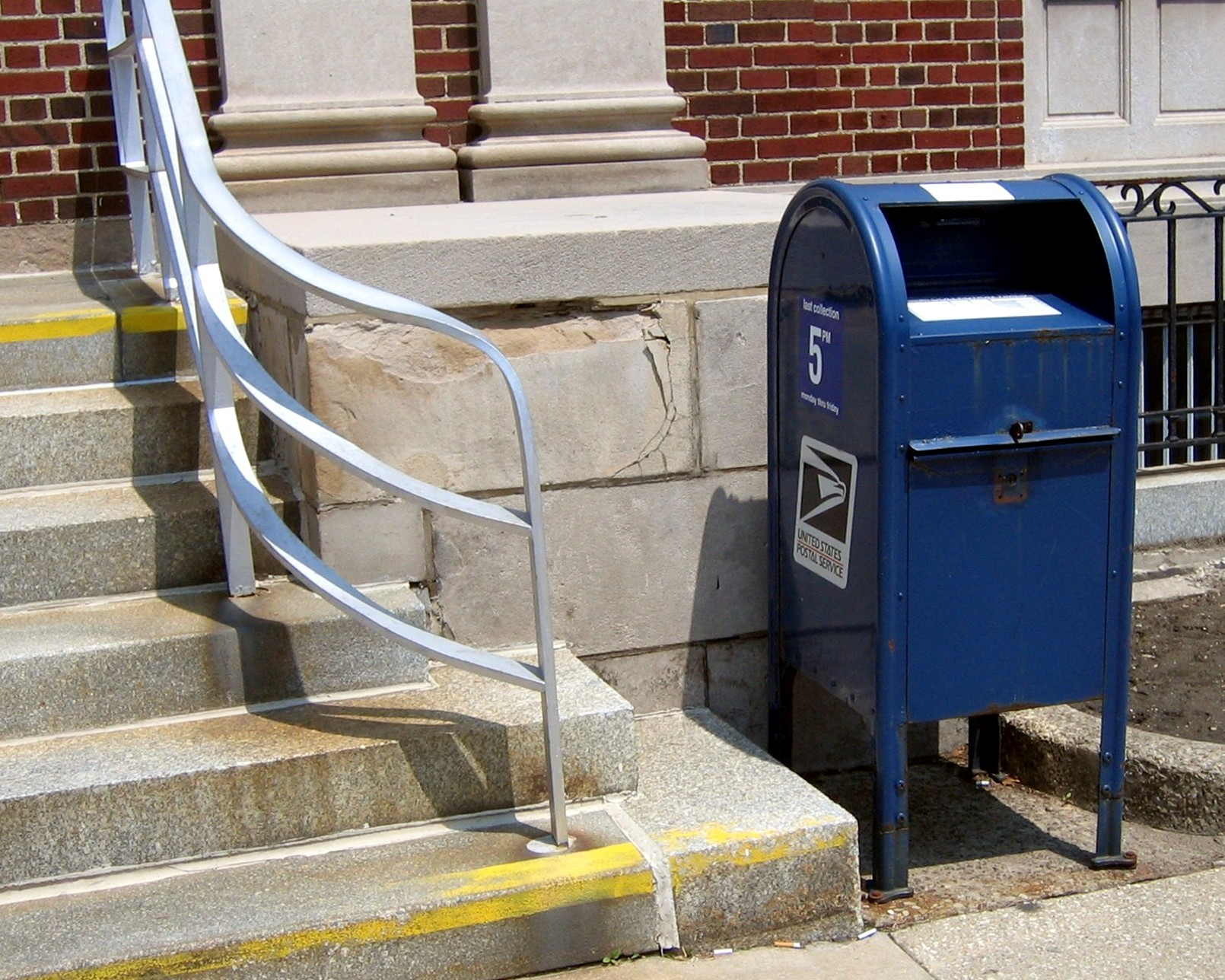
صندوق پست در ایالت اوهایو آمریکا
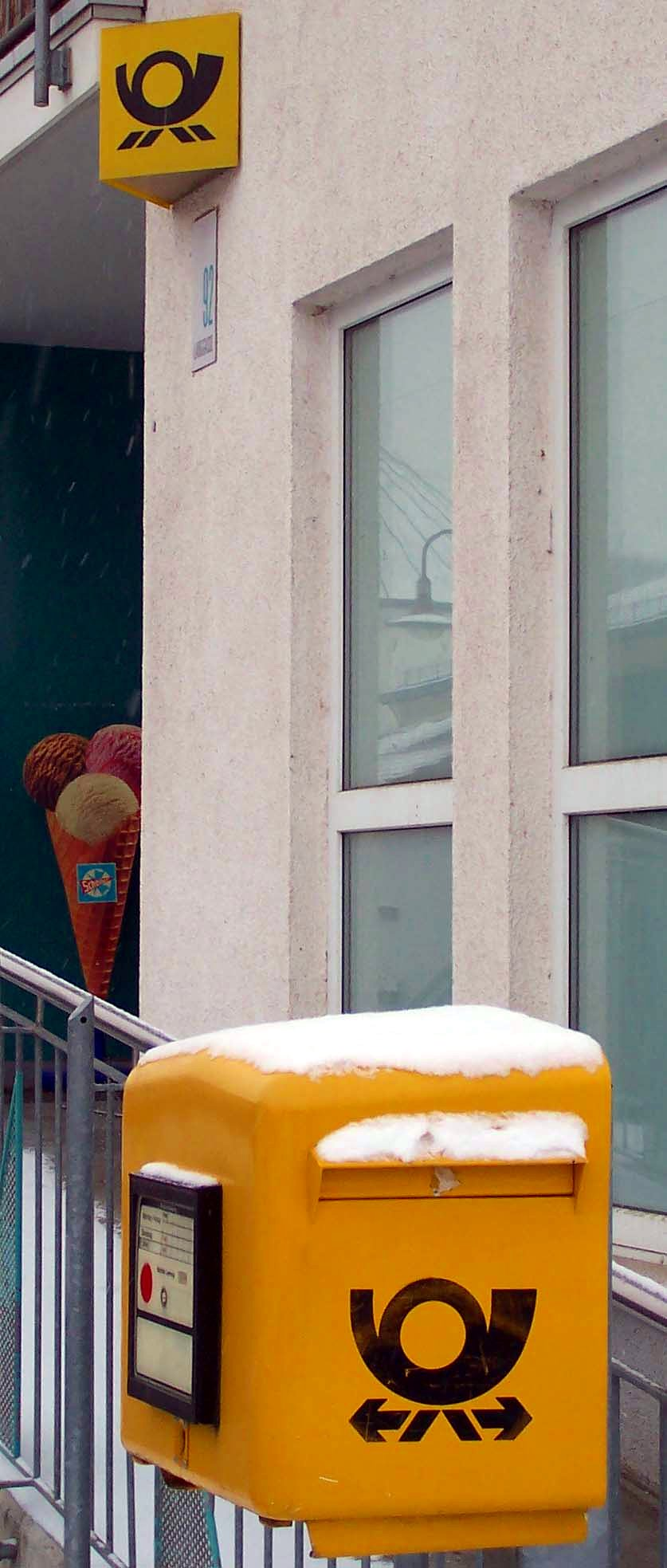
صندوق پست در آلمان
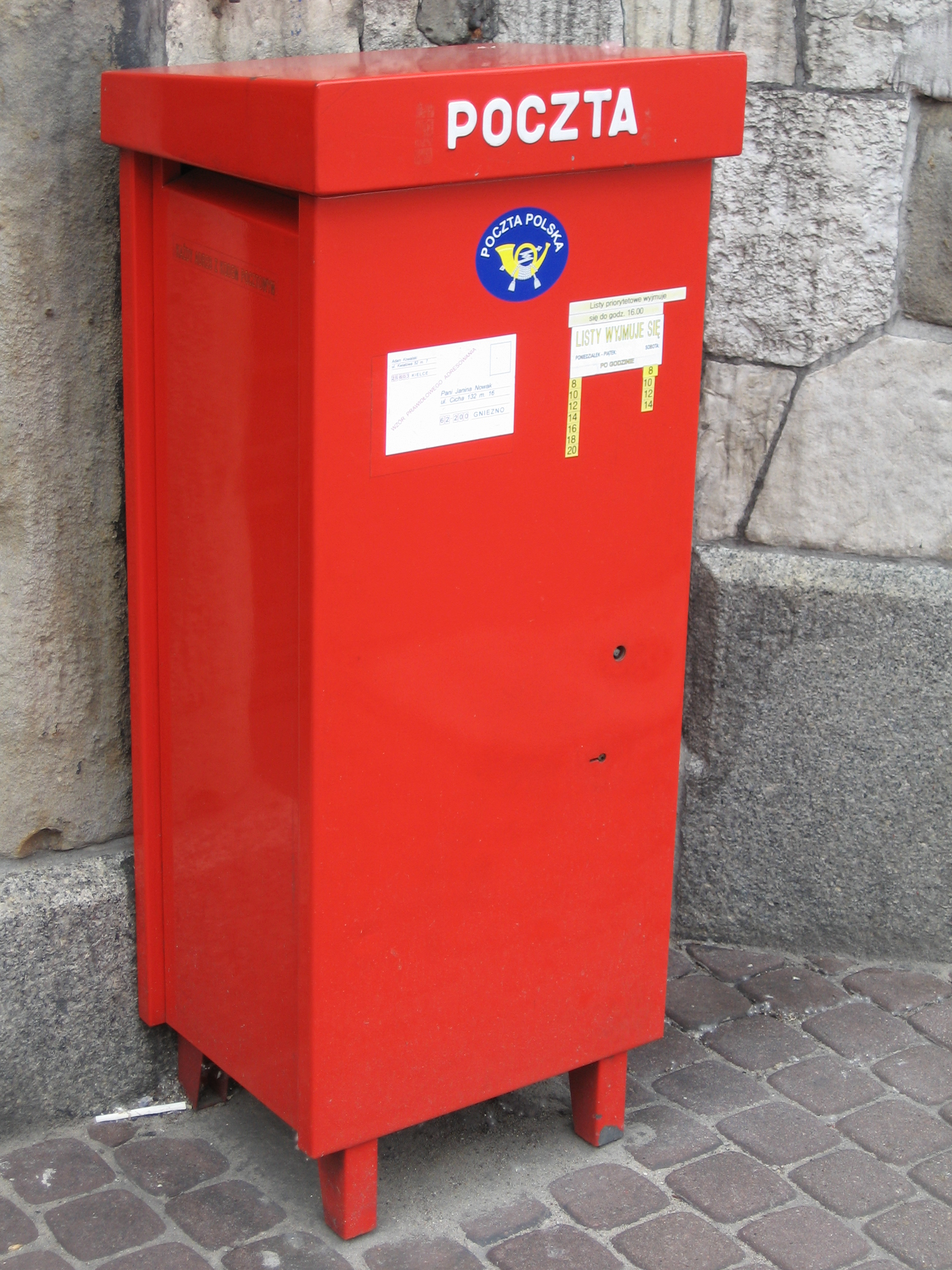
صندوق پست در لهستان
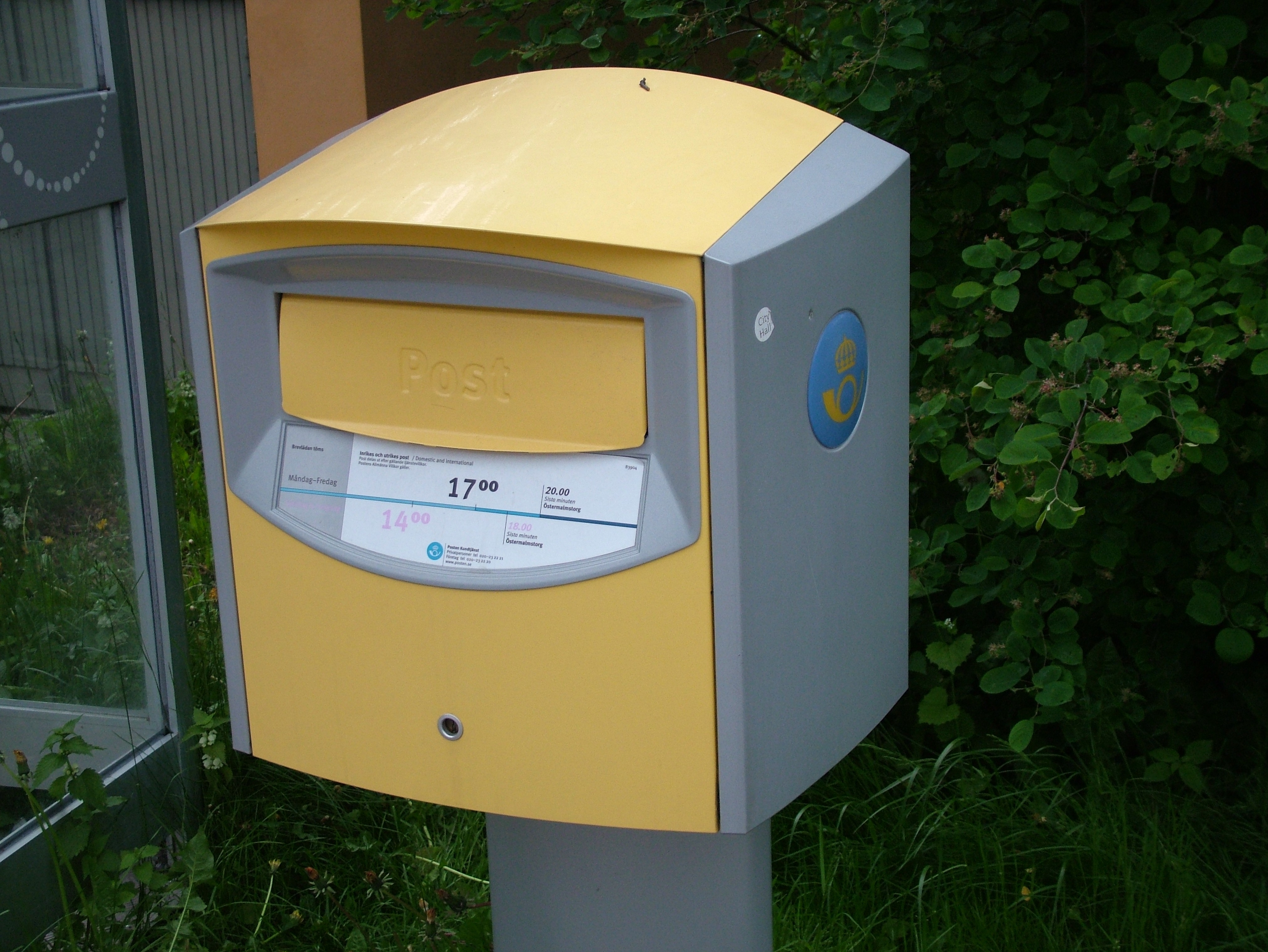
صندوق پست در سوئد
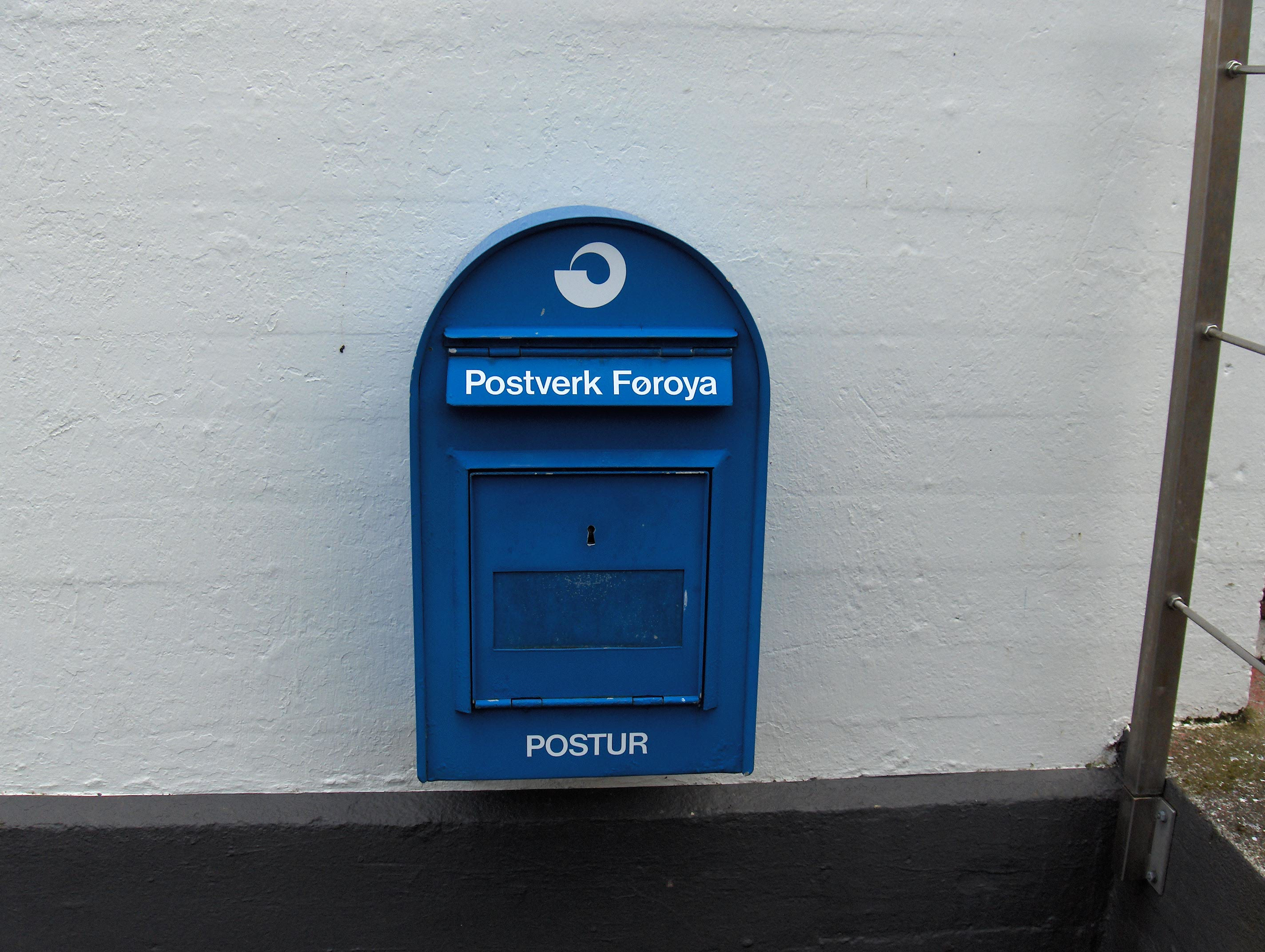
صندوق پست در ایسلند
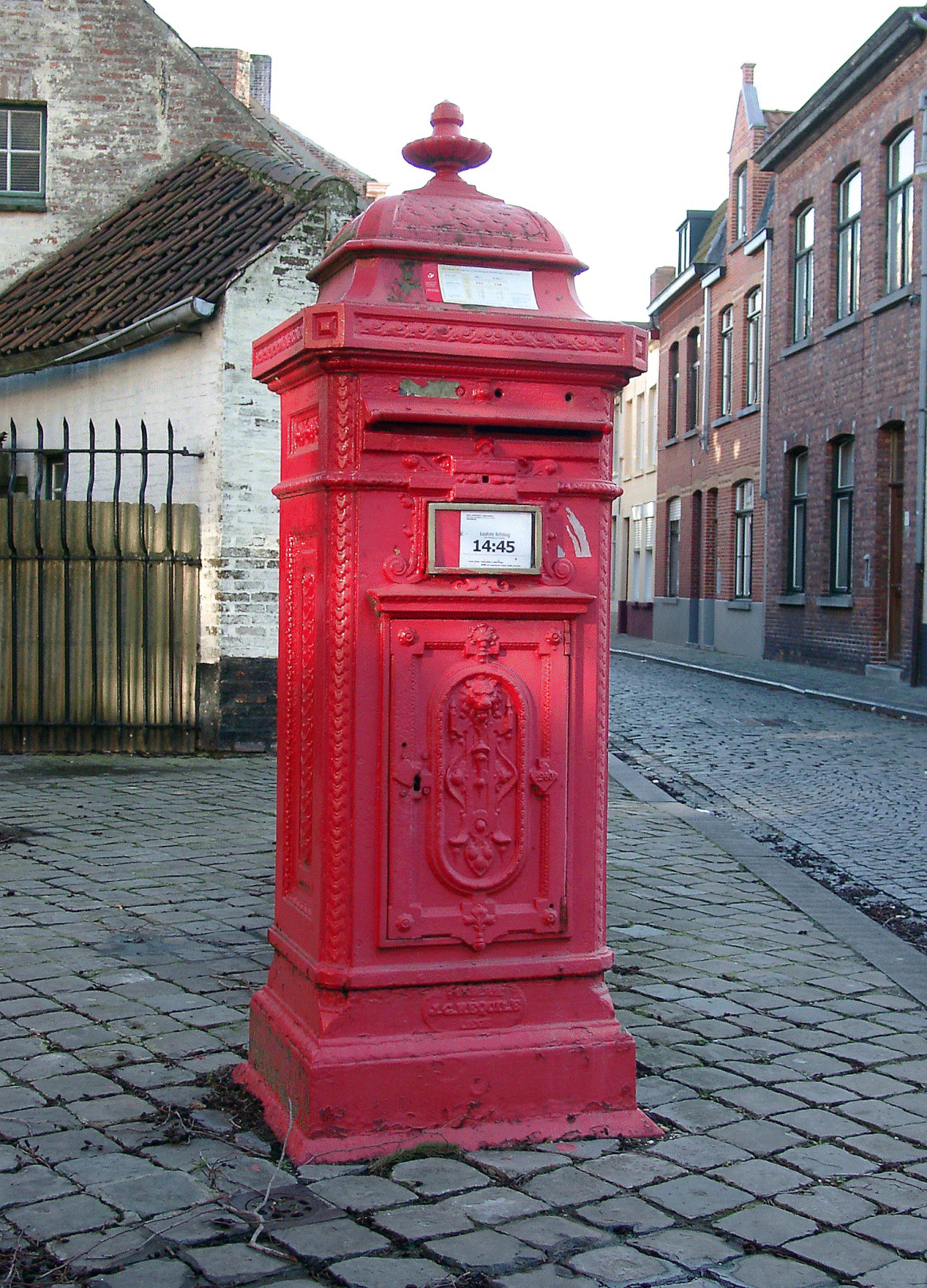
صندوق پست در بلژیک
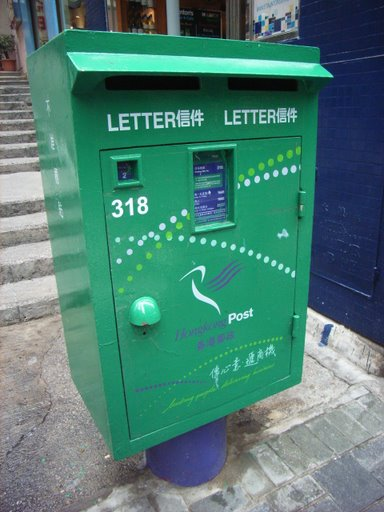
صندوق پست در هنگ کنگ
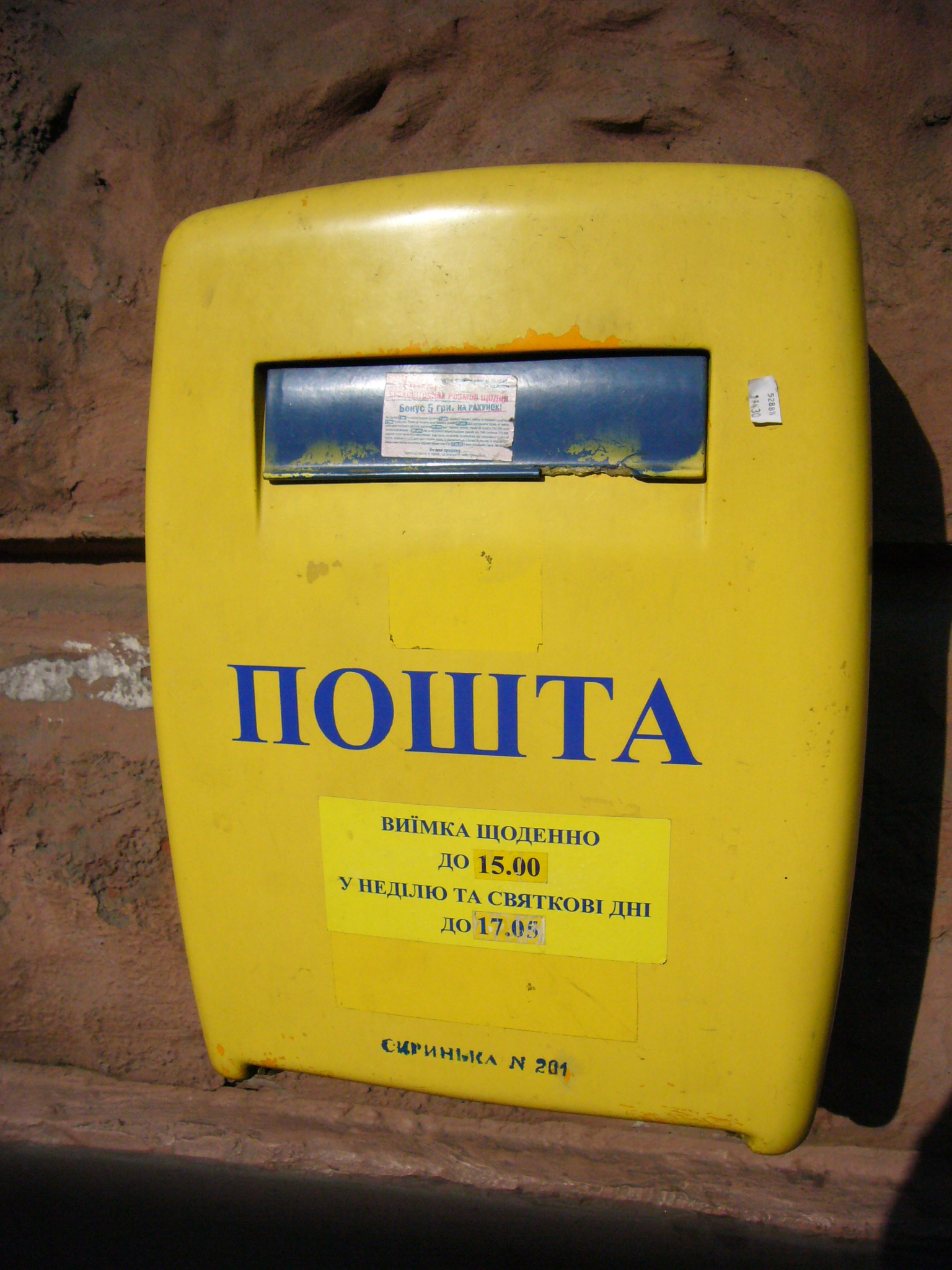
صندوق پست در اکراین